# Serguéi Komissárov
Serguéi Anatólievich Komissárov –en ruso, Сергей Анатольевич Комиссаров– (Dolgoprudny, URSS, 3 de diciembre de 1987) es un deportista ruso que compitió en vela en la clase Laser. Ganó una medalla de bronce en el Campeonato Europeo de Laser de 2012.

## Palmarés internacional
| \| Campeonato Europeo \| Campeonato Europeo \| Campeonato Europeo \| Campeonato Europeo \| \| Año \| Lugar \| Medalla \| Clase \| \| ------------------ \| ------------------ \| ------------------ \| ------------------ \| \| 2012 \| Hourtin (Francia) \| Medalla de bronce \| Laser \| |                   |                   |       |
| Campeonato Europeo |                   |                   |       |
| Año | Lugar             | Medalla           | Clase |
| 2012 | Hourtin (Francia) | Medalla de bronce | Laser |